# Estudiantil Sanducero Paysandú
Estudiantil Sanducero Fútbol Club – urugwajski klub piłkarski z siedzibą w mieście Paysandú, stolicy departamentu Paysandú.

## Osiągnięcia
- Copa El País (4): 1972, 1973, 1974, 1986
- Campeonato del Litoral (faza pośrednia Copa El País): 1986
- Liga Departamental de Fútbol de Paysandú (10): 1940, 1941, 1951, 1970, 1972, 1974, 1984, 1985, 1987, 1999

## Historia
Klub założony został 5 marca 1930 roku. Obecnie używany stadion klubu Estadio Parque "Estudiantil" oddano do użytku 26 kwietnia 1964 roku. Klub po wygraniu w 2006 roku drugiej ligi (Segunda división) gra teraz w pierwszej lidze regionalnej ligi Liga Departamental de Fútbol de Paysandú.